# 金枝：巫術與宗教之研究

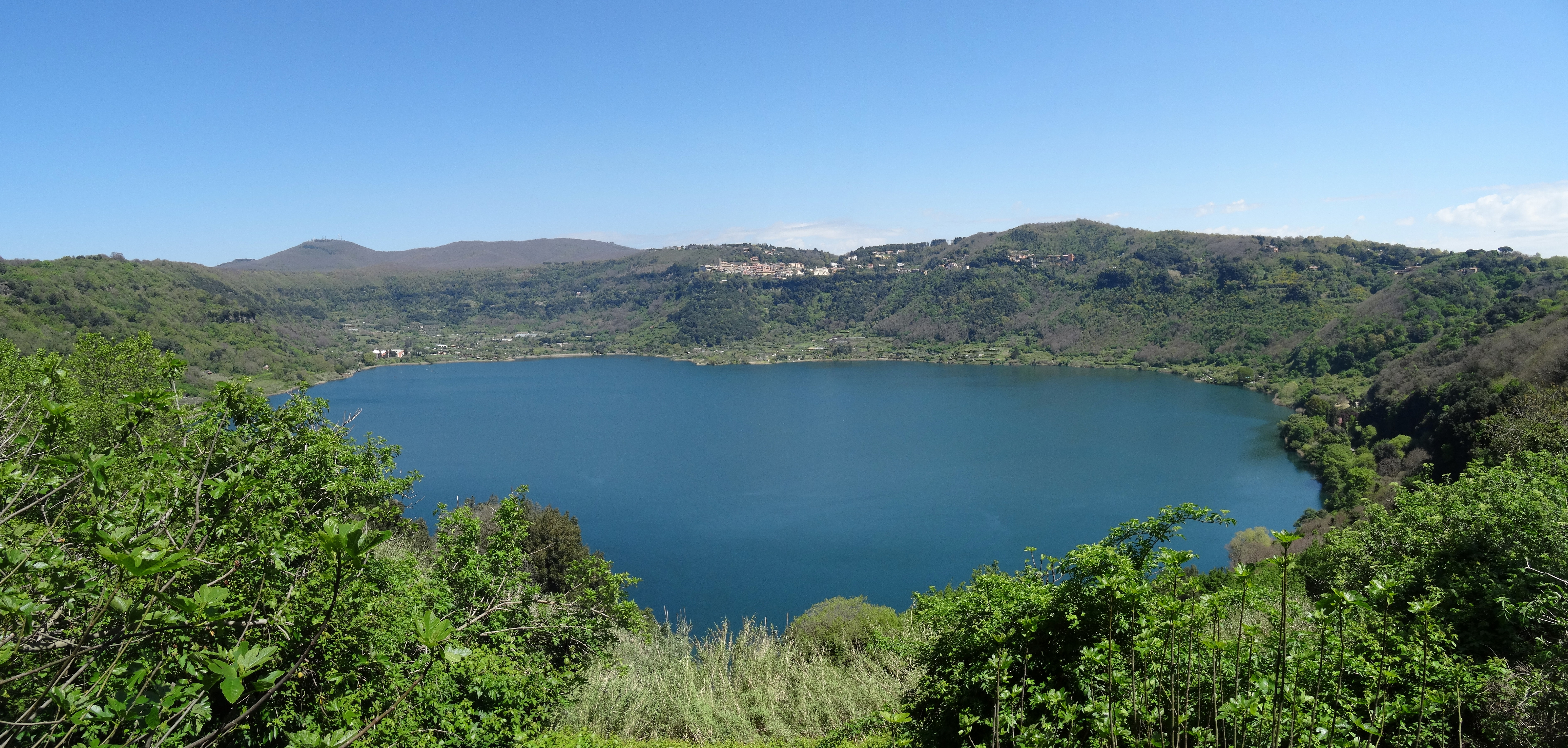
书名的来源和开篇的地点：内米湖和围绕它的橡树林、槲寄生

《金枝：巫术与宗教之研究》（英語：The Golden Bough: A Study in Magic and Religion），是由苏格兰人类学家詹姆斯·弗雷泽爵士所撰寫的人类学和比较宗教学著作。该书1890年第一次以两卷的形式出版，1900年以三卷形式再版。第三版含有计十二卷，出版时间为1906年至1915年。

## 中心思想
金枝一书的研究对象包括人类的宗教、巫术、仪式和心理等。弗雷泽提出：人类的高阶思维由巫术发展为宗教，再由宗教发展到科学。呈一个渐进的态势。而科学与巫术的共通之处，在于两者对于万物内在规律的信仰。 宗教处于巫术（魔法）信仰和科学之间。后两者都确信能认识并掌控一个普遍规律，宗教则认为普遍规律的掌控是无法由人类完成的，且必须有一个超越人类的存在以便解释人类对于宇宙现象生灭来去的无能为力。 弗雷泽认为，作为对于人类感知能力的错误运用，巫术要劣于对其持批判、否定态度的宗教，然而宗教和巫术却又在很大程度上共生共荣。宗教之所以出现是由于人类对于巫术内在简单逻辑的批判，其形式为设置一种超然的存在，并使其人格化，最终以其为对象解释现象。

## 介绍至中国
该书在1920年代即被介绍至中国。中国社科院的学者徐育新在1960年代着手翻译，而完整的译本直至1980年代后期才完成，由商务印书馆发行。

## 对《金枝》的引用
在电影《现代启示录》的结尾，有一幕镜头停留在了一部书上，这部书就是《金枝》。而《现代启示录》的立意也借用了《金枝》所要表达的主题。

## 相关页面
- 原始印欧人
- 林中之王(Rex Nemorensis)
- Darling in the Franxx